# Puerta de la India
Ubicada en el llamado Rajpath (camino real) en la ciudad india de Nueva Delhi, la Puerta de la India (originalmente llamada el Memorial de todas las guerras indias) es un monumento construido por el arquitecto Edwin Lutyens para conmemorar a los soldados indios que murieron en la Primera Guerra Mundial y las Guerras Afganas de 1919. La piedra inicial fue puesta el 10 de febrero de 1921 por el Duque de Connaught. Los nombres de los soldados que murieron en estas guerras están inscritos sobre las paredes del monumento. Su construcción finalizó en 1931. Desde 1971 se encuentra bajo el monumento una llama eterna, conocida como Amar Jawan Jyoti (la llama del guerrero inmortal), la cual marca la "Tumba del soldado desconocido" y está dedicada a honrar los soldados desconocidos muertos en los enfrentamientos entre India y Pakistán que tuvieron lugar ese mismo año.

## Descripción
La construcción de la Puerta de la India, de un estilo claramente colonial, se inició en 1921 y finalizó en el año 1931. Inicialmente bajo el monumento se situó la estatua del rey Jorge V; estatua que desapareció al alcanzar la India su independencia.
En la parte superior del monumento se puede leer el siguiente texto:
''A los muertos de los ejércitos de la India que cayeron con honor en Francia y Flandes, Mesopotamia y Persia, este de África, Galípoli y en cualquier lugar de Próximo o Lejano Oriente y también en la sagrada memoria de los que dejaron sus nombres inscritos al caer en India o en la frontera noroeste durante la Tercera Guerra Afgana"
El templo es un cenotafio de mármol negro, con un rifle en su barril, coronado por el casco de un soldado. cada cara del cenotafio tiene inscritas, en oro, las palabras "Amar Jawan" (Guerrero Inmortal). Este cenotafio es un edificio que tiene sobre sus cuatro esquinas, cuatro llamas que se mantienen constantemente vivas.
El monumento tiene una altura total de 42 metros y está situado en la confluencia de diversas calles importantes. El tráfico alrededor del arco de triunfo es muchas veces motivo de conflicto debido a los continuos cortes de tráfico provocados por el riesgo de ataques terroristas. La zona en la que se ubica la Puerta de la India, rodeada de zonas cubiertas de césped, suele ser uno de los destinos preferidos de las familias de Delhi durante los días festivos.

## Galería

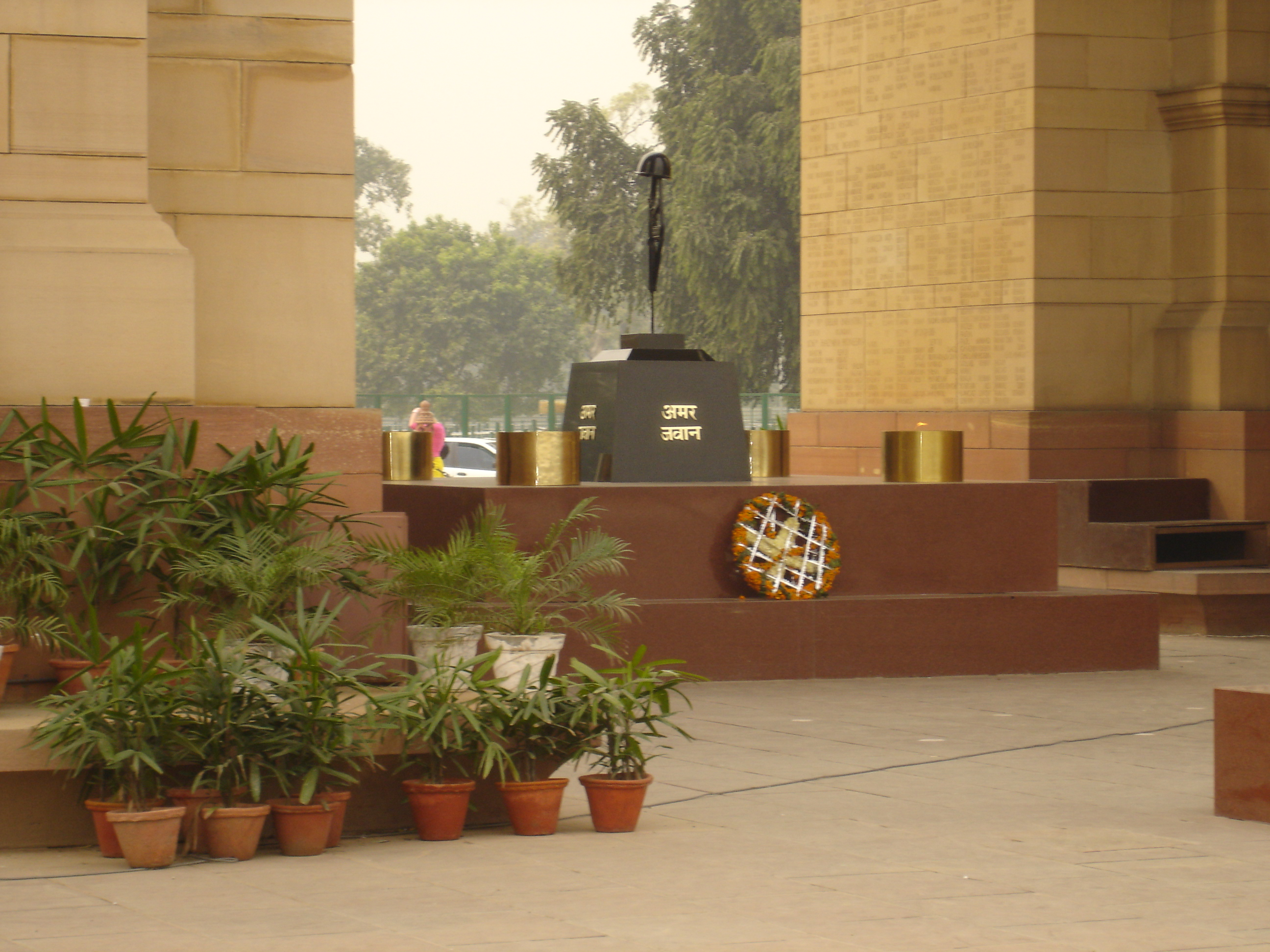
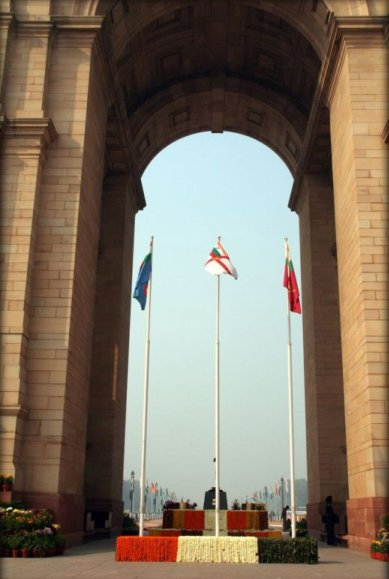
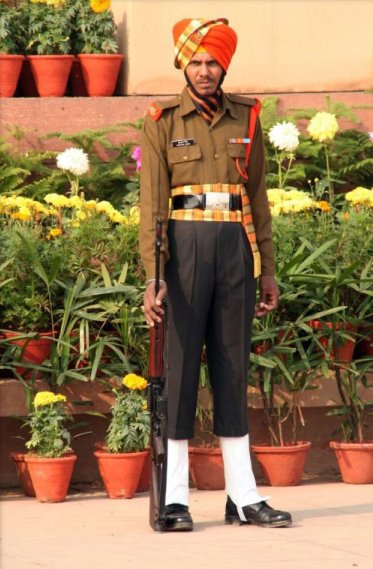